# Soweto (Namibia)

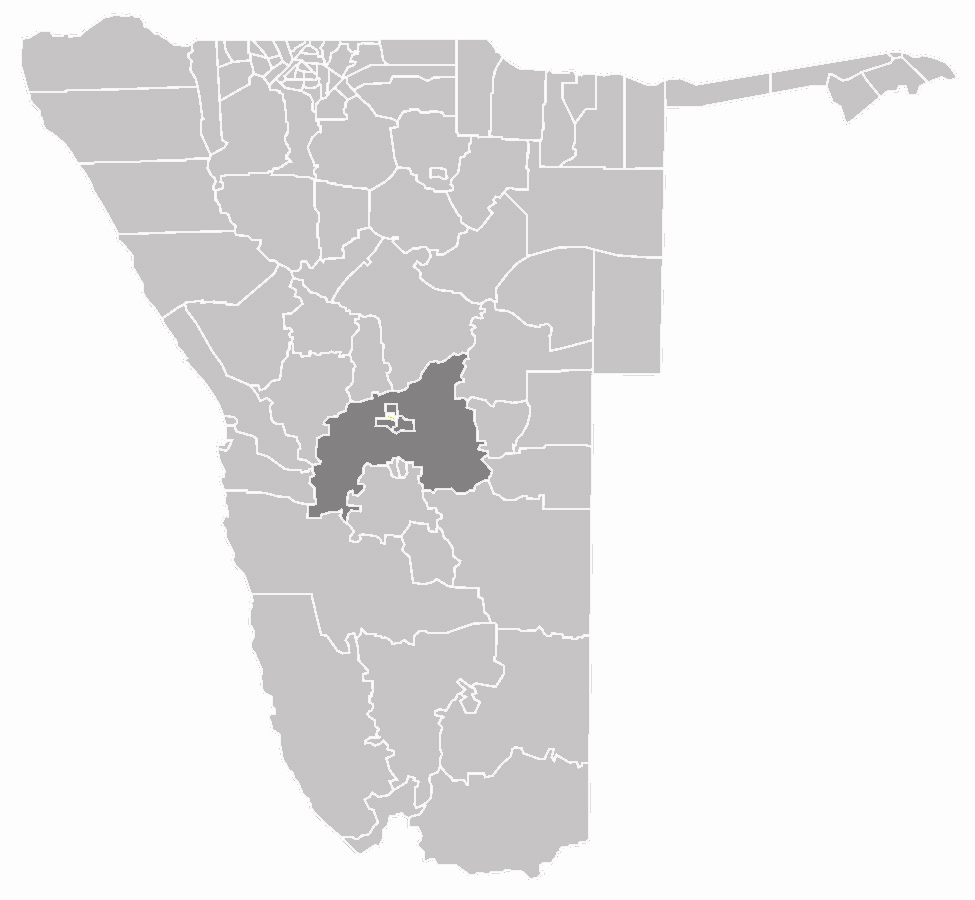
Mapa del distrito electoral de Soweto en la región de Khomas en Namibia

Para el suburbio de Johannesburgo véase Soweto
Soweto es un distrito electoral de la Región de Khomas en Namibia.
Su población es de 13.809 habitantes. Este distrito se encuentra dentro de la ciudad de Windhoek y es un pueblo creado por el entonces gobierno del apartheid de Namibia.